# Tabita Joseph
Dougenie Tabita Kerbie Joseph (* 13. September 2003 in Plaine du Cul-de-Sac) ist eine haitianische Fußballspielerin.

## Karriere

### Klub
Von 2018 bis 2021 war sie in ihrer Heimat für die AS Tigresses aktiv. Danach zog es sie nach Frankreich, wo sie für Stade Brest spielte. Seit der Saison 2022/23 steht sie bei Olympique Marseille unter Vertrag.

### Nationalmannschaft
Nachdem sie schon in der haitianischen U17 und der U20 aktiv gewesen war, hatte sie im Jahr 2022 auch ihr Debüt in der A-Nationalmannschaft. Dort wurde sie in der Qualifikation für die CONCACAF W Championship 2022 eingesetzt. Nach einem weiteren Freundschaftsspieleinsatz war sie hier dann bei der Endrunde auch dabei. Durch die Platzierung in dem Turnier war sie dann mit ihrer Mannschaft auch bei dem Playoff-Turnier um die Qualifikation zur Weltmeisterschaft 2023 dabei. Hier war sie in dem Spiel gegen den Senegal und im Finale gegen Chile aktiv und erreichte am Ende die erstmalige Qualifikation für eine WM mit ihrer Mannschaft.
Dann wurde sie auch für den finalen Kader bei der Weltmeisterschaft 2023 nominiert. Dort erhielt sie dann bei dem ersten Spiel gegen England dann auch ihr WM-Debüt.